# Amastus elongata
Amastus elongata là một loài bướm đêm thuộc phân họ Arctiinae, họ Erebidae.